# Protoneura cara
Protoneura cara är en trollsländeart som beskrevs av Philip Powell Calvert 1903. Protoneura cara ingår i släktet Protoneura och familjen Protoneuridae. Inga underarter finns listade i Catalogue of Life.